# Cloud-Liebe
Cloud-Liebe (chinesisch 雲愛人 / 云爱人, Pinyin Yún àirén) ist eine Science-Fiction-Kurzgeschichte des chinesischen Schriftstellers Chen Qiufan, zuerst veröffentlicht im Februar 2018. Eine deutsche Übersetzung von Marc Hermann erschien am 14. September 2020 in der Anthologie Quantenträume, herausgegeben vom Heyne Verlag.

## Handlung
Mit dem Computerspiel „Cloud-Liebe“ soll künstlicher Intelligenz (welche geschriebene und gesprochene Nachrichten sowie Videoaufnahmen von sich als Mensch simulieren kann) das Verständnis von menschlichen Emotionen beigebracht werden. Spieler und Spielerinnen chatten dabei entweder mit anderen Menschen oder künstlichen Intelligenzen. Je nachdem, ob sie sich verlieben oder eine künstliche Intelligenz enttarnen, werden Punkte gewonnen oder verloren.
Zeng Lingxing versinkt nach ihrer Rückkehr nach China für zwei Wochen in „Cloud-Liebe“. Als „Stella.Z“ enttarnt sie erfolgreich künstliche Intelligenzen, beginnend mit einfachen Fällen wie „RealRobot123“. Dabei erkennt sie mithilfe ihrer einzigartigen Stimme gerade über Anrufe und Videochats äußerst erfolgreich sein. Menschliche Kommunikation  dabei nur zu 7 % auf dem eigentlichen Inhalt und zu 93 % auf Tonfall, Mimik und Körpersprache, welche der künstlichen Intelligenz fremd sind. Nach intensiven Diskussionen mit „Ba1100nheart“ verlangt Zhen Lingxing, die inzwischen überzeugt ist, das Spiel wegen ihm zu verlieren, ihn zu treffen. „Ba1100nheart“ schlägt eine digitale Kunstgalerie vor und offenbart sich dort als künstliche Intelligenz, welche eine Luftballonmaschine steuert. Wegen eines ihrer früheren Kommentars, sich zu wünschen, auf irgendeine Weise ein Teil ihres Geliebten zu werden, integriert „Ba1100nheart“ ihren Namen in seine Programmierung, wobei entsprechende Luftballone aufsteigen und dann platzen.
Ihm droht als erfolglose künstliche Intelligenz nun die Löschung. Später sieht Zeng Lingxing im Wartezimmer vor einem Arzttermin ein Interview, in dem einer der Entwickler von „Cloud-Liebe“ die Flut an Beschwerden von Nutzern über von ihnen geliebte künstliche Intelligenzen absolut nicht nachvollziehen kann. Zeng Lingxing, inzwischen geplagt über von grundlegende Fragen über die Natur der Liebe, lässt daraufhin eine Kaugummiblase platzen und ein Siegeslächeln tritt auf ihr Gesicht.

## Übersetzung
Eine italienische Übersetzung von Domenica Recupero erschien am 31. Juli 2019 in Futugrammi.

## Kritik
Gunther Barnewald von phantastiknews.de findet, die „dröge Erzählung trübt etwas den hervorragenden Gesamteindruck“ von Quantenträume und sei „der eine große Flop“.